# Massagem Envy
Massagem Envy é uma grande cadeia de clínicas de massagem terapêutica nos Estados Unidos‬, fundada em Scottsdale, Arizona. 